# ミルクボーイ
ミルクボーイは、吉本興業（大阪本社）所属のお笑いコンビ。2007年7月結成。NSC大阪校27期および東京校10期と同期扱い。大阪市天王寺区住みます芸人。M-1グランプリ2019王者。略称は「ミルク」。

## メンバー
内海 崇（うつみ たかし、1985年12月9日 - ）（39歳）
ツッコミ担当。
兵庫県姫路市出身、兵庫県立姫路南高等学校・大阪芸術大学映像学科卒業。身長168 cm、体重95 kg。血液型はB型。
愛称は「うっちゃん」。

駒場 孝（こまば たかし、1986年2月5日 - ）（39歳）
ボケ担当。
大阪府大阪市住吉区出身、横浜市立戸塚高等学校・大阪芸術大学放送学科卒業。身長175 cm、体重72 kg。血液型はB型。
愛称は「駒ちゃん」。

## 略歴
高校時代に駒場は「レペゼンズ」、内海は「コスモス」を組み互いに異なるコンビで活動していた。内海はM-1甲子園に出場するも予選で敗退し、シナリオライターを目指そうと大学へ進学。高校の学園祭で漫才を演じるなどしていた駒場は卒業後NSCへ入るつもりだったが、親から諭され大学に入学した。
2004年、大阪芸術大学の落語研究会（サークル名は「落語研究寄席の会」）で出会う。内海はアイスホッケー部と迷っていたため入学から2ヶ月後の6月に入部。すぐに駒場からの誘いを受け、7月に大学祭の漫才大会で現在のコンビとして初舞台を踏む。「ミルクボーイ」というコンビ名は内海の発案によるもので、由来は特にない。結成当初はコントもやっていた。2005年末、4回生の先輩が出ていたライブからコンビ名に「ん」が入っていれば売れると聞いたのを理由に一度のみ、ミルクボーイではなく「ジン・ウォッカ」として出演した。なお、ミルクボーイの結成及び吉本入りは後述のとおり2年後の2007年でありNSC29期生と同期になるが、内海・駒場個人としての芸歴はこの時の舞台を起点としてカウントされているため、27期出身と同期扱いとされている。落語研究会での高座名は、駒場が「東家五右衛門」、内海が「田舎家こちょむ」。
2006年、アマチュアコンビとしてM-1グランプリに出場。2回戦まで進出したことによりプロを意識し始める。当時のネタは駒場が中田カウス（中田カウス・ボタン）のものまねをしながらの漫才で、立ち位置は現在と逆だった。同年の「大学生M-1グランプリ」にて優勝。
2007年7月、baseよしもとのオーディションに初合格。2008年3月に大学を卒業し、本格的にコンビとして活動を始める。2010年5月、baseメンバー入り。
2008年頃、ワッハ上方レッスンルームにてツートライブ・金属バット・ぷくぷく隊(現・ヤング)とのユニットライブ「漫才やめなさいライブ」が始動。「他の漫才師に漫才をやめさせるため」という由来のもと、本来作らないような場所にステージを設営したり、「ワッハ上方の月刊スケジュールに書かれた漫才やめなさいライブ以外のライブを全て黒く塗りつぶす」というフライヤーを作ったりとかなり尖ったコンセプトで約3年間開催された。これが後述の「漫才ブーム」の前身となる。
笑い飯のラジオ番組『笑い飯のお楽しみアワー』（毎日放送）の5週勝ち抜きネタ企画で第1回に登場し、そのまま5週勝ち抜くという快挙を達成する。しかし、同年末のM-1グランプリでは準々決勝進出に終わった。2014年2月baseよしもと及び5upよしもとを卒業。
2010年、M-1グランプリ終了により漫才へのモチベーションを失い、M-1グランプリ復活までの5年間は2人とも漫才に対して意気消沈気味だった。
2016年、駒場は海原やすよ ともこに「他の人は面と向かって言わないかもやけど、私らは言うよ。漫才ちゃんとやって欲しいって」と言われたこと、内海は自身の母がくも膜下出血で倒れ自身の将来を考えたことをきっかけに2人は再び漫才に向き合い始める。2017年、昨年の単独ライブが不評だったため合同ライブイベント「漫才ブーム」を立ち上げツートライブ・金属バット・デルマパンゲをレギュラーゲストに迎える。2人は毎回3本、必ず新ネタを下ろすことに決めた。その結果、ただ9本の漫才のみというライブが出来上がった。2017年11月、「大阪市天王寺区住みます芸人」に選出される。2018年2月19日、YouTubeにて「ミルクボーイ公式チャンネル」を開設しライブでの漫才などの配信を開始する。
2018年、M-1グランプリ2018で後輩の霜降り明星が優勝したことで強い刺激を受け、漫才に対する意識が更に高まったという。駒場は飲み会の誘いを全て断り、内海はギャンブル断ちをした。
2019年12月、M-1グランプリ2019では通算10回目の出場にして初の決勝進出を果たす。ファーストラウンドではネタ順7番目に「コーンフレーク」で会場内を大爆笑させ、審査員7人制での大会歴代最高得点となる「681点」（得点率97.3%も史上最高）を記録し、1位通過を果たす。最終決戦ではネタ順3番目に「最中」を披露し、審査員7人中6票を得て優勝を成し遂げた。大会前までのテレビ出演は4本であり、全国ネットで漫才を披露したのはM-1の決勝が初めてだった。
審査員の松本人志（ダウンタウン）は「行ったり来たり漫才とでもいうんでしょうかね。揺さぶられたなぁ。これぞ漫才というのを見せてもらった感じがしました」とコメント。塙宣之（ナイツ）は100点満点中99点とこの回の最高得点をつけた上で、「誰がやっても面白いネタでこの人たちがやったら一番面白いというのがベストのネタ。ほぼ100点に近い99点」と評価した。内海も審査員に対して好感触だったようで、本人曰く「巨人師匠が笑いすぎてピョーンと飛んで行ったように見えた」と振り返っている。
2020年1月28日、ケロッグ公式応援サポーターに就任。同年3月24日には2人が出演するケロッグのWebCMがYouTube上にて公開された。
2022年4月9日、第57回上方漫才大賞を受賞。以前から上方漫才大賞が目標と公言しており、悲願の受賞となった。なお、同賞の奨励賞・新人賞を受賞せずに大賞受賞者となったのは第9回（1974年）の三人奴以来、48年ぶり。

## 賞レースでの戦績

### M-1グランプリ
| 年度（回）       | 結果         | エントリー No. | 備考                                     |
| ---------------- | ------------ | -------------- | ---------------------------------------- |
| 2006年（第6回）  | 2回戦進出    | 2532           | アマチュア時代に出場                     |
| 2007年（第7回）  | 1回戦敗退    | 3202           |                                          |
| 2008年（第8回）  | 1回戦敗退    | 31             |                                          |
| 2009年（第9回）  | 3回戦進出    | 3360           |                                          |
| 2010年（第10回） | 準々決勝進出 | 2247           | 予選60位                                 |
| 2015年（第11回） | 3回戦進出    | 2236           |                                          |
| 2016年（第12回） | 準々決勝進出 | 1842           |                                          |
| 2017年（第13回） | 準々決勝進出 | 1359           |                                          |
| 2018年（第14回） | 準々決勝進出 | 1551           |                                          |
| 2019年（第15回） | 優勝         | 297            | 決勝キャッチフレーズ「ナニワスパイラル」 |

### その他
- 2010年 第31回 今宮子供えびすマンザイ新人コンクール 香川登枝緒記念敢闘賞
- 2010年 第32回 ABCお笑い新人グランプリ 本戦出場
- 2012年 第1回 ytv漫才新人賞 決勝6位
- 2017年 第10回 キングオブコント 準々決勝進出[31]
- 2019年 第8回 関西演芸しゃべくり話芸大賞 グランプリ
- 2020年 第5回 上方漫才協会大賞 話題賞
- 2020年 咲くやこの花賞 大衆芸能部門
- 2021年 第6回 上方漫才協会大賞 大賞
- 2021年 関西元気文化圏賞 ニューパワー賞[32]
- 2022年 第57回 上方漫才大賞 大賞

## 芸風
- 「リターン漫才[33]」と称する、独自の構成からなるしゃべくり漫才を得意とする。駒場の振る様々なテーマ（主にオカンが忘れた名前とその特徴）に対して内海が「○○やないか」と特徴に当てはまるものを答えるが、今度は駒場がその当てはまったものとかけ離れた特徴を話して内海が「ほな○○と違うやないか」とツッコミを入れ、次の台詞から強烈な偏見と毒舌を発する。それを交互に繰り返していき、オチとして駒場が他の人物（主にオトン）によるテーマと全くかけ離れた回答を出し、内海が「絶対違うやろ！」とツッコんで締めくくる[注 2]。このスタイルはデビュー前の学生芸人時代からすでに原型を作っていたものだが、「オカンが忘れた」というくだりができたのは2018年頃からである[16]。ほとんどのネタでオカンの忘れたものが最後まで分からず終わってしまうが、ネタによっては展開が変わり、終盤で駒場が「○○では無い」と内海が答えた当てはまるものを否定することもある。その際に内海が「先に言えよ！」とツッコんだ後、内海が「俺が○○してた時にどう思ってた？」と駒場に聞いて駒場が「申し訳ない」と謝り、オチへ繋げる展開もある。
  - 「オカンが忘れた」というくだりは当初「駒場が忘れた」という設定であった。しかし若い駒場が忘れるという設定自体に無理があり、見ている人にはイマイチ伝わりきらず面白い感じはするが完成しきっていなかったという。誰が忘れたという設定を考えた時にオトンや祖母も候補にあがったが、オカンが物忘れするのはよくあると考えて「オカンが忘れた」という設定になった。この変更によりウケ方や伝わり方も良くなった[34]。
- CMなどでも製品やサービスを題材に、この漫才スタイルを披露することがある[35]。CMや宣伝動画でも、宣伝題材に対する毒舌ともとれるツッコミは多いが、クライアントによっては完全に毒を抜いたツッコミをする場合もある。サントリー「デカビタC」はブレイク前から定番のネタとして知られており、「もし売り切れていても他の自動販売機や店で探すほどではない」「瓶の重量感のせいで空なのにまだ少し入ってると錯覚する」などの毒舌はCMのために考えられたものではなく、サントリーからのCMオファーが来る以前から漫才で披露していた[36]。
- 漫才の際は、筋肉・角刈りキャラを使わない。これは「芸人としてプラスになるためにやっているわけじゃない」との理由による[12]。ただしフリートークなどではネタにすることもある[37]。
- ツカミとして、あまり必要でないもの（ベルマーク、ねるねるねるねの2の粉、二段ベッドの梯子など）を客席から受け取るふりをして、「こんなんなんぼあってもいいですからね」と言うくだりがある[38]。これは劇場での人気が低くファンから差し入れなどを貰えたこともなかったため、自虐ネタとして始めたものだった。差し入れを受け取るジェスチャーをする役は決まって駒場で、どんなに大きいものでも上着の内ポケットに入れるジェスチャーを見せる。

## エピソード
- ネタ作りは大国町の喫茶店に集まり2人で行う。ネタ合わせも同じ店で行なっている[39]。
- 関西のお笑いインディーズライブ「キタイ花ん」では三度も優勝経験がある。
- NSC大阪校27期（2004年入学）と同等の扱いを受ける場合があるものの、オーディション組（2007年7月合格）であり当時（2004年）は大学で漫才をやっていただけのため、腑に落ちないと本人たちは話している[8]。
- M-1決勝で披露した「コーンフレーク」のネタ中に「浮かんでくるのは腕組んでるトラの顔だけ」というフレーズが出た。これはケロッグ社のマスコットキャラクター「トニー・ザ・タイガー」を明らかに指していたことから、日本ケロッグのTwitterアカウントがこのネタに触れつつ優勝を祝い話題となった。更には放送終了直後に食料品店からコーンフレークが品切れになったり、ケロッグ社への発注が通常の5〜6倍になったとの報道がなされた。その後日本ケロッグは優勝を祝福し、自社のコーンフレーク1年分をミルクボーイに贈呈した。また日本ケロッグによるとミルクボーイを起用したCMやキャンペーンについては「前向きに検討したい」とコメントし[40]、後日実際にWebCMが公開された[23]。
- 内海はミルクボーイのファンを「粉ミルクちゃん」と呼ぶ[41]。
- M-1優勝後も東京には進出せず、大阪を拠点に活動している[42]。

## 出囃子
- 初代『COME ON-A MY HOUSE』（LINDA＆THE BIG KING JIVE DADDIES）
- 2代目『俺らの家まで』（長渕剛）
- 3代目（2018年1月 - 現在）『JUNGLE LEVEL Jazz Style』（大乱闘スマッシュブラザーズ for Nintendo 3DS / Wii U）[43]

## 交友関係
- ななまがりは落研の後輩で[8]、特に内海は初瀬悠太への面倒見がいい。
- 大学時代の落語研究会での先輩には小説家の河野裕がおり、ネタ作りの相談をよくしていたという[44]。
- 駒場は今田耕司、たむらけんじ、高橋茂雄（サバンナ）などから可愛がられている。また、駒場は津田篤宏（ダイアン）率いる津田軍団の一員である。
- 市川義一（女と男）と仲が良く、家族ぐるみの付き合いもある。現在週一回放送しているネットラジオ「市川ラジオ」も、市川がミルクボーイへ直々に声をかけスタートした。
- 海原やすよ ともこは先述のように駒場が漫才に再び向き合うきっかけとなったほか、番組で何度も共演するなど関係が深い。
  - 2022年にミルクボーイが上方漫才大賞を受賞した際にはサプライズで登場。駒場は「2人がいなかったら、ここにいない。命の恩人です」と感謝の思いを語り、両コンビとも涙を流した[45][46]。

## 出演

### テレビ

#### レギュラー番組
現在の出演番組
- よんチャンTV（毎日放送、2021年3月29日 - ） - 月曜レギュラー
- ごきげんライフスタイル よ〜いドン!（関西テレビ、2021年4月5日 - ）- 月曜レギュラー
- どこでもミルクボーイ（eo光チャンネル、2023年4月4日 - ）

過去の出演番組
- うまンchu（関西テレビ）- 馬券生活のコーナー
- バズ★ナイトナマー!（毎日放送）
- めざましテレビ（フジテレビ、2020年1月）- 2020年1月度マンスリーエンタメプレゼンター
- 今ちゃんの「実は…」（朝日放送、2020年4月15日 - 2022年10月26日）- 準レギュラー
- これって私だけ?（朝日放送、2020年7月7日 - 2021年1月19日）[47]
- ミルクボーイの伝説少年（eo光チャンネル、2021年1月5日 - 2022年12月27日）
- 2時45分からはスローでイージーなルーティーンで→1時50分からはスローでイージーなルーティーンで（2021年4月2日 - 2023年9月29日、関西テレビ）- 2021年4月から2023年3月までは金曜MC、2023年4月から2023年9月までは水曜MC
- チャリンジャーZ（テレビ大阪、2021年9月5日 - 9月26日）- MC[48]
  - チャリンジャーMAX（テレビ大阪、2022年8月14日 - 9月18日）- MC
- ミルクボーイの本命ラジオ→ミルクボーイの本命ラジオGOLD（関西テレビ、2022年5月31日 - 2023年6月23日）[49]

#### 特別番組
＊MCもしくはメインキャスト
- ミルクボーイのオカンBINGO（朝日放送テレビ、2020年3月29日）[50]
- ニッポンを釣りたい! つり-1グランプリ 芸能人伝説の格闘SP（テレビ新広島、2020年6月28） - MC・審査員
- 青春讃歌（朝日放送テレビ、2020年8月13日）- MC[51]
- ミルクボーイの〇時にココに行きなはれ! ～京都で1日キュンスポット巡り～（関西テレビ、2020年11月14日）[52]
- ミルクボーイのツラわら喫茶（読売テレビ、2020年11月28日・2021年3月14日）[53][54]
- ミルクボーイの瀬戸内OH!オカン 〜ありがとうございます今オカンからお悩みいただきました〜（岡山放送、2020年12月20日）
  - ミルクボーイの瀬戸内OH!親子面談（岡山放送、2021年12月18日）
- ミルクボーイの実録!東西芸人（毎日放送、2021年2月25日・5月6日）[55][56]
- ミルクボーイ 10ｰFEET TAKUMAの猛虎大作戦2021（テレビ大阪、2021年3月13日）
- 街角大喜利バラエティ ミルクボーイいろ（北陸朝日放送、2021年6月7日）
- ミルクボーイのノゾキミライ漫才（関西テレビ、2021年9月20日 - ）
- ミルクボーイ内海と5人のクセ監督（関西テレビ、2021年11月20日）※駒場も出演している。
- OSAKAラフウォーズ（テレビ大阪、2022年3月20日[57]・2023年3月19日[58]）- 軍団長
- やすともの近場旅〜ミルクボーイと京都編〜（関西テレビ、2023年1月3日）[59]
- 24時間テレビ 愛は地球を救う46（読売テレビ、2023年8月26日・27日） - チャリティーパーソナリティー[60]
- 麒麟川島&ミルクボーイの有馬記念イチバン総選挙（関西テレビ、2023年12月17日）[61]
- ミルクボーイのオカンが言うには〜沖縄うろ覚えツアー〜（関西テレビ、2024年3月30日）[62]
- ミルミルクエスト（関西テレビ、2024年10月6日・2025年4月6日）[63]
- 笑渦WARAUZU2024（関西テレビ、2024年12月29日）- MC[64]
- ミルクボーイ×見取り図 ありつけ!（関西テレビ、2025年3月22日）[65]
- ミルクボーイと市川親子が行くひょうごフィーパビなんぼあってもええツアー（サンテレビ、2025年6月29日）[66]

#### ドラマ
- 桃色探訪〜伝説の風俗〜（チャンネルNECO、2021年1月1日）- 薬局の店員と客 役[67]
- 知らないのは主役だけ（関西テレビ、2020年9月28日）- 本人役（駒場主演）[68]
- イチケイのカラス 第2話（フジテレビ、2021年4月12日）- 傍聴マニア 役[69]
- お笑いインスパイアドラマ ラフな生活のススメ（NHK総合、2023年7月4日 - ）[70]
- 花のれん（テレビ朝日、2025年3月8日） - エンタツ・アチャコ 役[71]

### テレビアニメ
- オトッペ - 2022年 本人役

### ウェブテレビ
- 家-1グランプリ2020〜お笑い自宅芸No.1決定戦〜（AbemaTV、2020年5月3日）- 決勝進出者 ※駒場のみ[72]
- カラフル〜笑いの力で77億再生〜（Amazonプライム・ビデオ、2020年9月11日 - 18日）

### ラジオ
現在のレギュラー
- ミルクボーイの煩悩の塊（朝日放送ラジオ、2020年3月31日〈30日深夜〉 - ）[73][74]
- ミルクボーイの火曜日やないか!（朝日放送ラジオ、2021年9月28日 - ）[75]

過去の出演
- ミルクボーイのラジオ! 漫才ブーム（朝日放送ラジオ、2019年9月28日）
- ミルクボーイのプロテインラジオ（朝日放送ラジオ、2019年12月21日）[76]
- ミルクボーイのオールナイトニッポン（ニッポン放送、2020年1月7日）
- ミルクボーイの煩悩の塊（朝日放送ラジオ、2020年1月18日・25日・3月1日〈特別番組〉）

### 映画
- 映画ドラえもん のび太の宇宙小戦争 2021（2022年3月4日公開） - 地下リーダー 役（内海）、パイロット 役（駒場）、いずれも声の出演[77]

### CM（Web CMも含む）
- リクルートホールディングス「ホットペッパーBeauty」（2020年1月 - ）[78][79]
- Indeed（2020年2月）[80]
- 関西電力「ラクしてトクするキャンペーンなっトクパック ミルクボーイ篇」（2020年4月 - ）30秒バージョン
- 日本ケロッグ
  - 「グラノラハーフ 楽屋裏編」（2020年3月24日 - ）- WebCM[23]
  - 「オールブラン」「あがれ、腸能力。〜キレイの腸能力篇〜」（2020年4月21日 - ）- WebCM、安達祐実と共演[81]
- XFLAG「超ハル玉『おかんが忘れた好きなゲームは?』篇」（2020年4月2日 - ）- WebCM[82][83]
- 日本マクドナルド「チキンマックナゲットボーイ 『漫才の時間だぜ』篇」（2020年4月16日 - ）- WebCM[84][85]
- 東海旅客鉄道「東海道新幹線『N700S×ミルクボーイ』オリジナル漫才」（2020年7月1日 - ）[86]
- 家庭教師のトライ「ミルクボーイ篇」（2020年7月9日 - ）[注 3]
- サントリー食品インターナショナル「デカビタC」（2020年7月14日 - ）
- 住宅情報館「漫才・やかたのメロディ」篇（2020年8月 - ）[88]
- タケダ（現・アリナミン製薬） ベンザブロック（2020年9月2日 - ）綾瀬はるか、北村匠海、堀田真由と共演[89]
- セガ「共闘ことばRPG コトダマン」（2020年9月28日 - ）
- 明治「明治QUARK」（2020年10月5日 - ）WebCM
- ネスレ日本 ネスカフェ ゴールドブレンド バリスタ 50 / バリスタ W（2020年10月7日 - ）- WebCM
- 関西ペイント「接触感染対策テープ」（2021年2月24日 - ）[90] WebCM
- アサヒ飲料「WONDA」（2021年3月 - 8月）[91]
- ユニクロ「総力祭」告知CM（2021年6月 - ）- ナレーションのみ
- SHARP プラズマクラスター「キレイな空気の目印」篇（2021年6月 - ）
- 政府広報「全ての予防は仲間のために」（2021年6月3日 - ）[92]
- SYLA 「利回りくん」（2021年6月23日 - ）
- 中央酪農会議
  - 「ミルクボーイ・牛乳を、飲んで応援してください」篇（2021年12月25日 - ） - WebCM[93]
  - 「ミルクボーイ・春も、牛乳を飲んで応援してください」篇（2022年3月19日 - ） - WebCM[94]
- エニタイムフィットネス（2022年5月 - ） WebCM
- セブン-イレブン「ななチキ」（2022年12月）
- 久光製薬「サロンパス」（2023年11月 - ）WebCM

### PV
- ベリーグッドマン「アイカタ」（2020年9月30日先行配信開始）[95]

### その他
- イオン×よしもと「みんなで#マイバッグキャンペーン」（イオン店内映像、Youtubeにて公開）
- 雪国まいたけ「雪国まいたけ極で漫才」（Youtubeにて公開、スーパーの店内映像でも放送）